# 霍伊奧伊達克 (亞利桑那州)
霍伊奧伊達克（英語：Hoi Oidak）是位於美國亞利桑那州皮馬縣的一個非建制地區。該地的面積和人口皆未知。

## 地理
霍伊奧伊達克的座標為32°18′12″N 111°52′19″W / 32.30333°N 111.87194°W，而該地的平均海拔高度為570米（即1880英尺）。